# Drosophila ellisoni
Drosophila ellisoni är en tvåvingeart som beskrevs av Vilela 1983. Drosophila ellisoni ingår i släktet Drosophila och familjen daggflugor.
Artens utbredningsområde är Brasilien.